# 2039 Payne-Gaposchkin
2039 Payne-Gaposchkin là một tiểu hành tinh vành đai chính với chu kỳ quỹ đạo là 2061.1576389 ngày (5.64 năm).
Nó được phát hiện ngày 14 tháng 2 năm 1974, và được đặt tên cho nhà thiên văn học Cecilia Payne-Gaposchkin.